# Cottodesmus crissolensis
Cottodesmus crissolensis är en mångfotingart som beskrevs av Karl Wilhelm Verhoeff 1936. Cottodesmus crissolensis ingår i släktet Cottodesmus, ordningen banddubbelfotingar, klassen dubbelfotingar, fylumet leddjur och riket djur. Inga underarter finns listade i Catalogue of Life.